# Isotoma notabilis
Isotoma notabilis är en urinsektsart som beskrevs av Schaeffer 1896. Isotoma notabilis ingår i släktet Isotoma och familjen Isotomidae. Inga underarter finns listade i Catalogue of Life.